# Красный каскад
Кра́сный (Туре́цкий) каска́д — гидротехническое сооружение (плотина-каскад), оформленное как декоративная парковая постройка, в Екатерининском парке Царского Села. Каскад создан по проекту В. И. Неелова и И. К. Герарда в 1770-х либо 1780-х годах, выполнен в стиле неоготики. Второе название каскада отсылает к Русско-турецкой войне 1768—1774 годов, он примыкает, таким образом, к группе воинских мемориалов, появившихся в Царском Селе в 1770—1780-х годах и связанных с событиями этой войны. Красный каскад — объект культурного наследия России федерального значения в категории памятников градостроительства и архитектуры.

## История
В начале 1770-х годов в пейзажной части Екатерининского парка были вырыты так называемые Верхние пруды, снабжавшиеся водой посредством Таицкого водовода. Находясь на уровне выше Большого пруда, они сообщались с ним протокой, так что создавалась угроза вымывания ложбины водой, свободно стекавшей по склону холма; созданные пруды, кроме того, могли таким образом обмелеть и высохнуть. Обнаружилась необходимость создания системы плотин на этой протоке, чтобы обеспечить более плавный переток между прудами.
Инженером И. К. Герардом было подготовлено и реализовано несколько проектов плотин-каскадов, позволяющих поддерживать уровень воды в Верхних прудах (это делалось им одновременно с устройством каскадов на Нижних прудах в Старом саду — то есть, в регулярной части Екатерининского парка). Все они были выполнены как декоративные парковые сооружения.
В 1770-х или уже в 1780-х годах И. К. Герард и придворный архитектор В. И. Неелов создали самую нижнюю из трёх плотин на участке канала между Верхними и Лебедиными прудами — Красный каскад, называвшийся «Красным мостиком». Первоначально к тому месту, где был устроен каскад, подходил один из скатов Катальной горы — увеселительного сооружения, располагавшегося на месте нынешней Гранитной террасы, но в 1791—1795 годах она была полностью разобрана.
Красный каскад именуется также Турецким, что обусловлено его внешним видом (своими башенками он напоминает крепостную постройку) и является отсылкой к победам, одержанным русскими войсками в Русско-турецкой войне 1768—1774 годов. Возможно, его роль в парковом ландшафте состояла в том, чтобы символически представлять Османскую империю, для чего в архитектуре каскада и были применены готические мотивы, сделавшие сооружение условно похожим на турецкие здания (готика в широком понимании в XVIII веке могла рассматриваться как абсолютный антипод восходящему к образцам античности классицизму и поэтому органично сплеталась с экзотическими архитектурными традициями, в том числе турецкими).
В Царском Селе в 1770—1780-х годах появилось сразу несколько объектов, связанных с событиями войны 1768—1774 годов, которые даже образовали своего рода «Турецкий комплекс» сооружений, по оценке искусствоведа А. Н. Петрова. Кроме Красного каскада, это такие памятники как Чесменская колонна (в честь победы в Чесменском сражении), Кагульский обелиск (в ознаменование победы в сражении при Кагуле), Морейская колонна (в память об успешных военных действиях на полуострове Морея), Крымская колонна (памятник покорению Крыма в годы войны, обретший новый смысл после присоединения полуострова к Российской империи), а также Башня-руина (мемориал-символ поражения Османской империи) и Tурецкий киоск (павильон на островке посреди Верхних прудов, выше Красного каскада, постройка которого, по преданию, связана с дипломатическими успехами князя Н. В. Репнина в Турции; сгорел в годы Великой Отечественной войны).

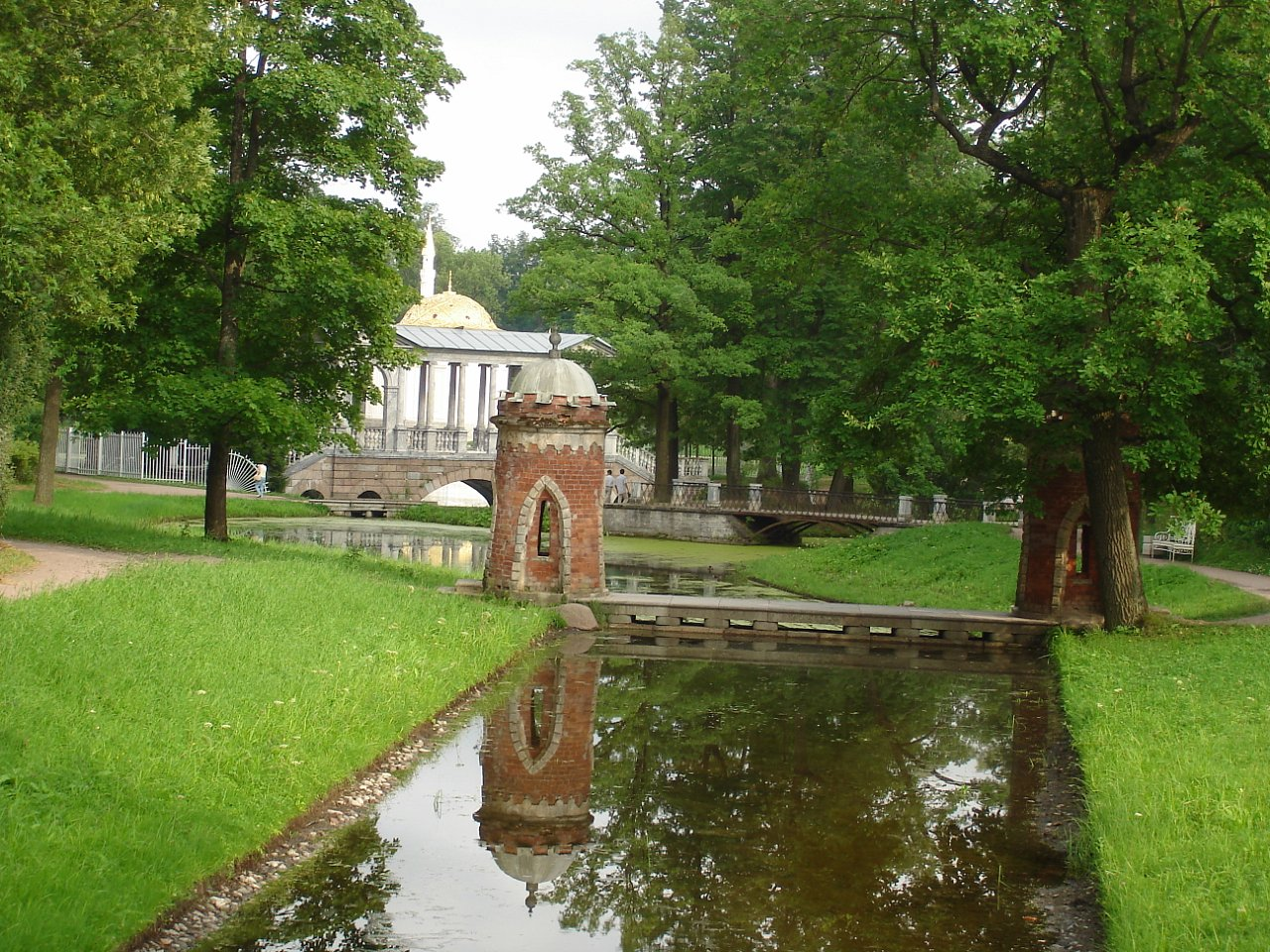
Вид на Красный каскад с Пудостского моста. Вдали — Мраморный мост и Турецкая баня

За столетия, прошедшие с момента строительства Красного каскада, пейзаж в районе плотины изменился. Дубы, клёны, кустарники разрослись, воды канала теперь затенены высокими деревьями, камни плотины почернели, поросли мхом и водорослями. Это в совокупности сделало Красный каскад едва ли не самым живописным сооружением Екатерининского парка, по мнению А. Н. Петрова (исследователь сравнивал современный ему пейзаж с изображениями XVIII века, например, с акварелью художника-пейзажиста М. М. Иванова, хранящейся в собрании дворцов-музеев города Пушкина).
В 1960-х годах, когда писалась монография А. Н. Петрова, башни каскада были лишены своих полусферических куполов; впоследствии они были воссозданы. С 2001 года, согласно постановлению Правительства Российской Федерации, Красный каскад входит в список объектов исторического и культурного наследия федерального значения.

## Описание
Красный каскад — одно из нескольких препятствий на протоке между Большим и Верхними прудами. Выше него, над запрудой, оформленной в виде каскада («зубчатая плотинка»), перекинут мост, расположенный на Рамповой аллее. Это Пудостский мост (он облицован пудостским камнем). Ещё выше по течению — небольшая плотина, выполненная в виде горки из дикого камня, туфа и известняка («Мшистый утёс»).

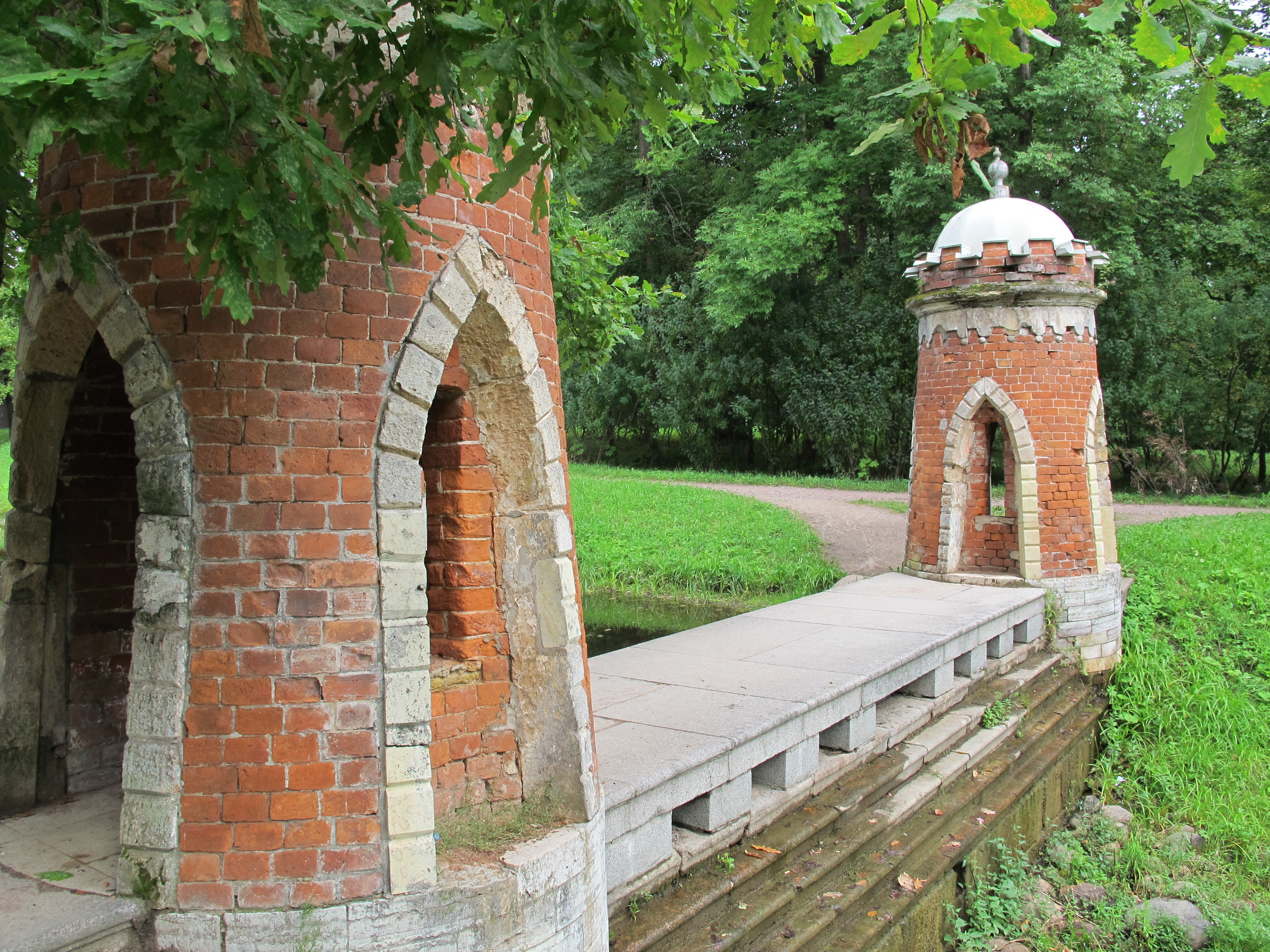
Красный каскад

Основой Турецкого каскада является каменная плотина из известняковых блоков, со ступенями каскада, облицованными гранитом. Её береговые устои служат одновременно цоколями декоративных башенок, стоящих по краям плотины. Облицовка цоколей — известняк. Переход по плотине возможен по гранитным плитам, уложенным поверх гранитных же водоразделителей, отмечающих порог водослива.
Яркой отличительной особенностью каскада являются две круглые суживающиеся кверху готические башенки из красного кирпича, в связи с чем всё сооружение относится к стилю неоготики. Они перекрыты купольными сводами. Стены башенок обработаны нишами со стрельчатыми завершениями, характерными для готической архитектуры, которые выделяются благодаря белому рустованному обрамлению из известняка. В нишах — узкие щелевидные окна-бойницы и входные проёмы со стороны берега.
Перед входами в башенки устроены двухступенчатые крыльца, внутри — известняковые полы. Верхняя часть башен декорирована широким известняковым фризом, имеет профилированный карниз из известняка и зубчатый парапет со сливами для воды. Металлические завершения башен исполнены в форме купола с фигурным навершием. Стрельчатые арки, бойницы, зубчатый парапет башенок и выглядящая похожим образом верхняя часть плотины (камни-водоразделители как зубцы в профиль) придают всей постройке вид крепостного сооружения.